# Hirohide Hamashima
Hirohide Hamashima, detto Hammy (Tokyo, 1952), è un ingegnere giapponese, attuale direttore dello sviluppo gomme per la Scuderia Ferrari di Formula 1.

## Carriera
Dopo la laurea all'Università di Tokyo per l'Agricoltura e tecnologia in un master in chimica macromolecolare, Hamashima viene assunto dal costruttore di pneumatici nipponico, Bridgestone, nel 1977. Dal 1981 lavora allo sviluppo di pneumatici per sport motoristici. Le categorie da competizione in cui ha lavorato sono la Formula Due, DTM, la 500 Miglia di Indianapolis, la Formula Uno e MotoGP. Quando l'azienda ha iniziato a fornire pneumatici in Formula Uno nel 1997, Hamashima ha ricoperto un ruolo di primo piano per lo sviluppo degli pneumatici da corsa. Durante l'era di Formula Uno,  è spesso apparso sul programma F1 della Fuji TV, divenendo ben noto tra i fan di Formula Uno in Giappone.
L'11 gennaio 2012, la Scuderia Ferrari ha annunciato il suo ingaggio come tecnico per migliorare l'interazione tra la Ferrari F2012 e gli pneumatici Pirelli.